# Claudia und Alexx
Claudia und Alexx (auch in der Schreibweise Claudia & Alexx) waren ein deutsch-österreichisches Gesangsduo, das musikalisch in dem Stilrichtungsbereich zwischen volkstümlichem Schlager und Schlager-Pop tätig war.

## Karriere
Das Gesangsduo Claudia und Alexx bestand aus der Bayerin Claudia Pletz aus dem niederbayerischen Eging am See (* 1987) und dem Steirer Alexander Hebenstreit (* 1991). Bevor sich die beiden in einem Musikstudio kennenlernten, sang Pletz zuvor bereits in verschiedenen bayerischen Rockbands. Hebenstreit ist instrumental begabt, spielt Klavier sowie die steirische Harmonika und besuchte in seiner Heimatstadt Graz das Musikgymnasium. Das Duo wird mit Marianne und Michael verglichen, ebenfalls ein deutsch-österreichisches Musikerpaar. Größter Erfolg war bislang der dritte Platz bei der Endausscheidung zum Grand Prix der Volksmusik 2006 mit dem Titel Siebzehn Sommer. Beim Grand Prix der Volksmusik 2007 erreichten sie mit dem Titel Glaub an das, was Dein Herz sagt im Vorentscheid den 7. Platz, beim Grand Prix der Volksmusik 2008 im Vorentscheid den 6. Platz mit dem Titel Auch Dich beschützt ein Engel. Beim Grand Prix der Volksmusik 2009 am 29. August wurden sie nur knapp vierte hinter Pfarrer Franz Brei und signum, den Bergkameraden mit Oswald Sattler und Vincent und Fernando. Die Tonträger von Claudia und Alexx erscheinen bei Koch Universal Media. Im Juni 2010 entschieden Pletz und Hebenstreit eigene musikalische Wege zu gehen und trennten sich.

## Preise und Nominierungen
- 2006: Dritter Platz des Grand Prix der Volksmusik 2006
- 2008: Herbert-Roth-Preis des MDR

## Diskografie
Alben
- 2007: … was dein Herz sagt
- 2008: Das Fest der Liebe
- 2009: Mama, danke

Singles
- 2006: Siebzehn Sommer
- 2007: Glaub an das, was Dein Herz sagt
- 2008: Auch Dich beschützt ein Engel
- 2009: Mama, danke